# Platicrista horribilis
Platicrista horribilis är en djurart som tillhör fylumet trögkrypare, och som beskrevs av Łukasz Kaczmarek och Łukasz Michalczyk 2003. Platicrista horribilis ingår i släktet Platicrista och familjen Hypsibiidae. Inga underarter finns listade i Catalogue of Life.